# 12599 Singhal
12599 Singhal (1999 RT160) là một tiểu hành tinh vành đai chính được phát hiện ngày 9 tháng 9 năm 1999 bởi nhóm nghiên cứu tiểu hành tinh gần Trái Đất phòng thí nghiệm Lincoln ở Socorro.
Akshat Singhal (b. 1985) is a finalist in the 2002 Intel International Science và Engineering Fair for his computer science project. He attends the St. Anselms Pink City Senior Secondary School, Jaipur, Rajasthan, Ấn Độ.